# Вілька (Більський повіт)
Вілька (Вулька, пол. Wólka) — село в Польщі, у гміні Орля Більського повіту Підляського воєводства. Населення — 24 особи (2011).

## Історія
Вперше згадується 1632 року.
У 1975—1998 роках село належало до Білостоцького воєводства.

## Демографія
Демографічна структура станом на 31 березня 2011 року:
|          | Загалом | Допрацездатний вік | Працездатний вік | Постпрацездатний вік |
| -------- | ------- | ------------------ | ---------------- | -------------------- |
| Чоловіки | 11      | 2                  | 4                | 5                    |
| Жінки    | 13      | 0                  | 1                | 12                   |
| Разом    | 24      | 2                  | 5                | 17                   |